# Wigner-Energie
Wigner-Energie (auch: Wigner-Effekt, entdeckt von Eugene Paul Wigner) ist Energie, die im Kristallgitter von Graphit gespeichert sein kann. Sie spielt eine Rolle für die Sicherheit graphitmoderierter Kernreaktoren.

## Physikalischer Hintergrund

Intakte Gitterstruktur von Graphit

Während des Betriebs des Reaktors wird der Graphit von schnellen Neutronen bestrahlt. Dadurch können Kohlenstoffatome aus der kristallinen Gitterstruktur auf Zwischengitterplätze verschoben werden. Der Graphit dehnt sich dadurch leicht aus, und es entstehen Kristallfehler, die Energie speichern. Der Graphit wird teilweise metamikt. Diese gespeicherte Energie wird als Wigner-Energie bezeichnet. Sie kann spontan und schlagartig als Wärme freigesetzt werden. Da ein solcher unkontrollierter Temperaturanstieg ein Sicherheitsrisiko darstellt, darf die im Moderator gespeicherte Wigner-Energie nicht zu groß werden.
Die Fehlstellen beginnen ab etwa 250 °C zu rekombinieren und setzen dadurch die Wigner-Energie allmählich frei. Daher lässt sich der Moderator „ausheizen“. Dazu muss der Reaktor für einige Zeit auf entsprechend hoher Temperatur gehalten werden. Bei graphitmoderierten Hochtemperaturreaktoren erfolgt das „Ausheizen“ automatisch im laufenden Betrieb, da die Kerntemperatur ausreichend hoch ist.

## Windscale-Unfall
Beim Versuch, die gespeicherte Wigner-Energie des luftgekühlten Graphitmoderators des Reaktors Pile No. 1 in Windscale (heute besser bekannt als Sellafield) zu reduzieren, kam es 1957 zum Windscale-Brand.

### Fachartikel
- Frederick Seitz: Radiation effects in solids. In: Physics Today. Band 5, Nr. 6, 1. Juni 1952, S. 6–9, doi:10.1063/1.3067657 (englisch).
- H. Bridge, B.T. Kelly, B.S. Gray: STORED ENERGY AND DIMENSIONAL CHANGES IN REACTOR GRAPHITE. In: Proceedings of the Fifth Conference on Carbon. Elsevier, 1962, ISBN 978-0-08-009707-7, S. 289–316, doi:10.1016/B978-0-08-009707-7.50041-8 (englisch).
- Nidia C Gallego, Timothy D Burchell: A Review of Stored Energy Release of Irradiated Graphite. 2011, doi:10.2172/1149385 (englisch).

### Fachbücher
- Samuel Glasstone, Alexander Sesonske: Principles of nuclear reactor engineering. D. Van Nostrand, Princeton, NJ 1963, S. 420 ff. (englisch, archive.org [abgerufen am 27. Mai 2023]).
- Paul Laufs: Schadensereignisse, extreme Tests und Unfälle in Reaktoranlagen, ihre öffentliche Wahrnehmung und ihre Folgen. In: Reaktorsicherheit für Leistungskernkraftwerke 1. Springer Berlin Heidelberg, Berlin, Heidelberg 2018, ISBN 978-3-662-53452-6, S. 57–213, doi:10.1007/978-3-662-53453-3_4.